# Notre-Dame-d'Épine
Notre-Dame-d'Épine és un municipi francès situat al departament de l'Eure i a la regió de Normandia. L'any 2007 tenia 77 habitants.

## Demografia

### Població
El 2007 la població de fet de Notre-Dame-d'Épine era de 77 persones. Hi havia 28 famílies de les quals 4 eren unipersonals (4 homes vivint sols), 8 parelles sense fills i 16 parelles amb fills.
La població ha evolucionat segons el següent gràfic:
Habitants censats

### Habitatges
El 2007 hi havia 38 habitatges, 28 eren l'habitatge principal de la família, 6 eren segones residències i 4 estaven desocupats. Tots els 38 habitatges eren cases. Dels 28 habitatges principals, 21 estaven ocupats pels seus propietaris, 3 estaven llogats i ocupats pels llogaters i 4 estaven cedits a títol gratuït; 1 tenia una cambra, 1 en tenia dues, 6 en tenien tres, 10 en tenien quatre i 11 en tenien cinc o més. 10 habitatges disposaven pel capbaix d'una plaça de pàrquing. A 12 habitatges hi havia un automòbil i a 14 n'hi havia dos o més.

### Piràmide de població
La piràmide de població per edats i sexe el 2009 era:
| Homes | Edats   | Dones |
| ----- | ------- | ----- |
| 0     | 95 o +  | 0     |
| 0     | 90 a 94 | 0     |
| 0     | 85 a 89 | 0     |
| 0     | 80 a 84 | 0     |
| 0     | 75 a 79 | 0     |
| 0     | 70 a 74 | 4     |
| 4     | 65 a 69 | 4     |
| 0     | 60 a 64 | 0     |
| 0     | 55 a 59 | 0     |
| 0     | 50 a 54 | 0     |
| 0     | 45 a 49 | 0     |
| 4     | 40 a 44 | 4     |
| 12    | 35 a 39 | 8     |
| 4     | 30 a 34 | 4     |
| 0     | 25 a 29 | 0     |
| 0     | 20 a 24 | 0     |
| 0     | 15 a 19 | 4     |
| 16    | 10 a 14 | 8     |
| 4     | 5 a 9   | 16    |
| 0     | 0 a 4   | 0     |

## Economia
El 2007 la població en edat de treballar era de 52 persones, 40 eren actives i 12 eren inactives. De les 40 persones actives 36 estaven ocupades (25 homes i 11 dones) i 4 estaven aturades (1 home i 3 dones). De les 12 persones inactives 3 estaven jubilades, 5 estaven estudiant i 4 estaven classificades com a «altres inactius».
Activitats econòmiques
Dels 4 establiments que hi havia el 2007, 3 eren d'empreses de construcció i 1 d'una empresa de comerç i reparació d'automòbils.
Dels 3 establiments de servei als particulars que hi havia el 2009, 1 era una fusteria i 2 lampisteries.
L'any 2000 a Notre-Dame-d'Épine hi havia 12 explotacions agrícoles que ocupaven un total de 270 hectàrees.

## Poblacions més properes
El següent diagrama mostra les poblacions més properes.